# Sabu Martinez
Louis 'Sabu' Martinez (New York, 14 juli 1930 - Stockholm, 13 januari 1979) was een Amerikaanse jazzpercussionist.

## Biografie
Martinez begon al op 11-jarige leeftijd in een trio elke derde nacht voor geld op te treden in Manhattan. Daarna speelde hij in de orkesten van Marcelino Guerra en Catalino Rolón. In 1944 bracht hij enige tijd door in Puerto Rico, voordat hij zijn militaire dienstplicht moest vervullen. Vervolgens speelde hij in het trio van de mambo-pionier Joe Loco en trad hij daarnaast vanaf 1946 nu en dan op met Art Blakey, met wie hij ook in de platenstudio ging. Zo werkte hij eind jaren 1950 beslissend mee aan diens albums Orgy in Rhythm en Holiday for Skins. 
In 1948 verving hij Chano Pozo in het orkest van Dizzy Gillespie. Het daaropvolgende jaar trad hij ook op met Benny Goodman. Binnen het volgende decennium speelde hij met Charlie Parker, Duke Ellington, Count Basie, J.J. Johnson, Horace Silver, Thelonious Monk, Charles Mingus, Mary Lou Williams, Lionel Hampton, Noro Morales, Marcelino Guerra, Esy Morales, de Lecuona Cuban Boys, Miguelito Valdés en Tito Rodríguez. Verder begeleidde hij de zangers Tony Bennett, Sammy Davis jr. en Harry Belafonte. Zijn heroïneverslaving overschaduwde deze periode.
Vanaf 1957 leidde hij eigen bands, waarmee hij tot 1958 drie uitstekende percussie-dominerende albums inspeelde. In 1960 volgde het album Jazz Espagnole. Hij verhuisde daarna naar Puerto Rico, waar hij o.a. werkte met het orkest van Johnny Conquet. Daar ontmoette hij zijn toekomstige Zweedse echtgenote, met wie hij in 1967 verhuisde naar Zweden.
Daar werkte hij met Lill Lindfors, Cornelis Vreeswijk, Merit Hemmingson, de Zweedse Radiojazzgruppen, Bengt-Arne Wallin, de Eero Koisvistoinen Music Society, Ivan Oscarsson, Mads Vinding, Bernt Rosengren (First Move) en Juhani Aaltonen/Otto Donner, maar ook met Art Farmer, George Russell (The Essence of George Russell, Vertical Form VI), Tony Scott (Manteca), Ed Thigpen, Charlie Mariano, Rick Kiefer en Greetje Kauffeld. Verder kwam het tot samenwerkingen met de Kenny Clarke/Francy Boland Big Band (Latin Kaleidoscope) en met Peter Herbolzheimers Rhythm Combination & Brass (Wide Open). Vanaf 1973 leidde hij zijn band Burnt Sugar.

## Overlijden
Sabu Martinez overleed in januari 1979 op 48-jarige leeftijd.

## Discografie
- 1957: Palo Congo (Blue Note Records, met o.a. Arsenio Rodríguez)
- 1958: Sorcery!
- 1958: Safari with Sabu (Vix, met Gene Allen, Cecil Payne, Jack Hitchcock, Oscar Pettiford, Ray Barretto, Evelio Quintero, Ray Romero, Steve Berrios)
- 1960: Jazz Espagnole (Alegre Records, met Marty Sheller, Bobby Porcelli, Arty Jenkins, Bill Salter, Ernie Newsum, Louie Ramirez)
- 1968: Groovin' with Sabu Martinez (Metronome Records, met Rune Gustafsson, Sture Nordin)
- 1971: Sabu Martinez och Björbobandet Aurora Borealis (Coop, met Sege Johansson, Göte Magnusson, Lollo Berglund, Sigge Ferm, Olle Redhe, Evald Karlsson, Olle Moberg, Lennart Lundberg, Hans-Olov Berglund, Sven-Olof Andersson, Filip Jansson, Acke Sundberg, Thord Önnerud, Arne Lidman, Bertil Spåman, Rolf Hedéen, Pierre Svärd, Gösta Norell, Lars Christians, Johnny Martinez, John Haglund)
- 1973: Afro Temple (Grammofonverket, met Christer Boustedt, Bernt Rosengren, Red Mitchell, Ali Lundbohm, Stephen Möller, Per Arne Almeflo, Conny Lundström, Johnny Martinez, Bo Östen Svensson, Peter Perlowsky, Christina Martinez, Margarita Martinez)
- 2008: Burned Sugar (Mellotronen, met Bernt Rosengren, Wlodek Gulgowski, Jan Bergman, Kåre Ström, Bo Östen Svensson, Johnny Martinez, Fredrik Norén, Stephan Möller, Petur Island Östlund, rec. 1973–74)
- 2008: Sabu Martinez / Sahib Shihab Winds & Skins (Mellotronen, met Christer Boustedt, Palle Danielsson, Daoud Amin, Ivan Krillzarin, Johnny Martinez, René Martinez, rec. 1967–68)

- Biblioteca Nacional de España: XX5238831
- Bibliothèque nationale de France: cb139334775 (data)
- Catàleg d'autoritats de noms i títols de Catalunya: 981058510111406706
- Gemeinsame Normdatei: 1089887515
- International Standard Name Identifier: 0000 0000 7991 0015
- Library of Congress Control Number: no91018683
- MusicBrainz: 773b83b8-86b6-4bb2-90cf-0d7bd828d0ea
- Nederlandse Thesaurus van Auteursnamen: 071462775
- Istituto Centrale per il Catalogo Unico: LO1V394090
- Système universitaire de documentation: 156853183
- Virtual International Authority File: 37105359
- WorldCat: E39PBJc3GRDmtBK3vckJvy7WDq